# اللوذعانية (الإسبانية)

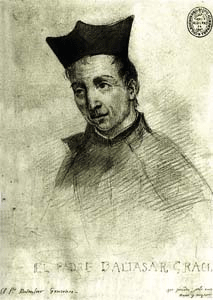
بالتسار غراثيان

تعرّف اللوذعانية[بحاجة لمصدر] (الإسبانية: El Conceptismo) أو الكونثبتية أو الكونثبتيسمو على أنها تيارٌ أدبي يظهر بشكل أساسي في الشعر ويرّتكز على الربط العبقري بين الكلمات والأفكار. بلغت ذروتها على يد بالتاسار غراثيان في كتابه (الفطنة والفن في العبقرية) حيث يعرّفها على أنها: «فعل من أفعال التفاهم يعبر عن الروابط بين الأشياء».
تتميز اللوذعانية بالإيجاز في التعبير وزخم معاني المفردات، فتجد عدة معاني لمدلولات متنوعة، وبهذه الطريقة يتم باستمرار خلق ما يسمى مشترك لفظي. تتعامل اللوذعانية في مدلول المفردات ومع العلاقات الإبداعية التي تربطهما، ولهذا نجدها تكثر من المحسنات البديعية التالية: الحذف، الزيغوما (ويعني تطبيق كلمة على أكثر من جزء في الجملة، مثل كلمة فتح في الجملة التالية «فتح عقله ومحفظته لصديقه»)، الإبهام، المشترك اللفظي، الطباق، التورية، المفارقة أو الجناس. باختصار فإنّ الشكل اللوذعاني مقتضب وبليغ.
اللوذعانية كما التقعرية أو ما يطلق عليها الجونجورية؛ هي امتداد للمانييريسمو (الأسلوبية) والباروكية؛ وتهدف لإضفاء قيمة جمالية على النص بإضفاء صعوبة على اللغة الأدبية لجعلها متميزة ذات طابع ملكي، وذلك على عكس لغة عصر النهضة البسيطة والتي تبدو عامية كما يشير إليها غراثيان في كلماته: «في الحقيقة؛ بقدر ما تكون اللغة أكثر صعوبة بقدر ما تكون أكثر جمالا، والمعرفة التي تبذل فيها الجهود تقدّر أكثر من غيرها». ولجعل مضمون الرسالة أكثر صعوبة، تركز اللوذعانية على أغنى فكرة وتعرضها بأبسط الأشكال الأدبية. تفضل اللوذعانية اختيار النثر على عكس التقعرية التي تسعى إلى إظهار جمالية النص عبر إيصال أدنى فكرة في شكل أدبي شعري متكلّف وبشكل مؤثر ومربك للحواس.
وعليه، فاللوذعانية ظهرت نتيجة تطور الفن الفكري الذي ينادي به المانييريسمو بعد استنفاذ النماذج الكلاسيكية من النثر والشعر التي نشأت في عصر النهضة. علاوة على ذلك، فاللوذعانية أثّرت في وضع نظريات جديدة ذات طابع جمالي حددها الإصلاح المضاد في مجمع ترنت، حيث حاولت منع الشعب من الوصول إلى الثقافة في الوقت الذي حاولت أن تبهره بمظاهر مذهلة وحزينة وعاطفية بعيدة عن العقلانية.
تقوم اللوذعانية على الفطنة أو على التذاكي الأرستقراطي بعبقرية وذلك من خلال مفاهيم خاصة يصفها رامون مننديث بيدال بدقة كالآتي: «مقارنة متقنة بين فكرتين توضحان معا، وبشكل عام، التفكير الفطن الذي يعلن عنه بسرعة وسخرية.»
هذه السرعة ذات علاقة بحتة بالبلاط الملكي؛ حيث أن ما يهمهم هو عدم تضييع الوقت وعدم محاولة تضيعه بأي شكل من الأشكال؛ «الجيد إن كان مقتضبا فهو جيد مرّتان» و«لب الموضوع ذو قيمة أكبر من الإسهاب الفارغ.»
وبحسب المعتقدات المستمدة من غراثيان فإن الإيجاز والحذف والزيوغما هي حجر الزاوية في خطابه، إلى جانب الكياروسكورو أو الجلاء والغموض في الطباق والمفارقة والمقابلة. عندما تكون وظيفة المفهوم الرئيسية هي التبعية والإخضاع لنية أكبر؛ فإنها غالبا ما تكون مرتبطة بخدعة أخلاقية، حيث يكمن اللغز؛ وهي البناء الذي يرتفع شيئا فشيئا باستخدام طوب المفاهيم، وغالبا ما تكون مجازية تشبيهية تتطلب من الشخص الحذق فك رموزها فيتوجب عليه صعود تلك المرتفعات لكي يحظى بفك مكونات هذا التعقيد الشديد. ومن الأجناس اللوذعانية الدارجة الرمز والمسرحية الدينية.
بناءً على ما سبق، فاللوذعانية تمتلك فرعين أساسيين: التقعرية، والتي تصعّب الفهم من خلال تشتيت الحد الأدنى من المعنى في متاهات وفترات زمنية طويلة فتشكل لغزاً فكرياً وثقافياً، واللوذعانية المذكورة هنا؛ وتتشكل بتركيز المعنى في أدنى حد من الأشكال الصوتية وذلك من خلال الحذف. لجأت اللوذعانية إلى التلاعب بالألفاظ لتراكم في الكلمات معانٍ لا تحويها في الواقع، وذلك من خلال التكرار في استخدام عبارات وكلمات ذات أكثر من تفسير أو باستخدام كلمات متعددة المعاني أو كلمات مزدوجة أو ثلاثية المعنى. إذن أفرطت فاللوذعانية في استخدام علم البلاغة مما جعلها تخلق لغة رمزية وغامضة المعنى إلى أقصى حد. وتقوم به على جميع المستويات في اللغة العامية والمبتذلة كما في شعر الحب الغنائي المنقّح أو في فن الخطابة الدينية والسياسية. ومع ذلك فإن هذا الفرع من اللوذعانية أوجد مقياساً لدقة وضبط أحكام اللغة؛ حتى وإن وجدت صعوبة في فك رموز النص؛ فالصعوبة لا تكمن في تتبع المضمون ذاته، وإنما في ضبط المفاهيم المتعددة فيما يتعلق بالعمل الفني.
بدأ اللوذعانية كيفيدو وغراثيان وعمّدها ألونسو دي ليديسما بعد انتشار شهرة عمله "المفاهيم الروحانية" (ثلاثة أجزاء: 1600، 1608,1612)، حيث يطور عدة نقاط عن العقيدة المسيحية بشكل رمزي، و"المفهوم" هو في الواقع محور نتاجه الأدبي، والذي الحقه بكتاب "ألعاب ليلة عيد الميلاد في مائة لغز" (1611)، و"قصائد الرومانس والمسخ الخيالي" (1615) والمقاطع الشعرية والهيروغليفية". وكتب بونيا أن ميغيل توليدانو، شاعر ومؤلف كتاب "مينيرفا ساكرا" (1616)، لم يتعمق في هذا الأسلوب. على أية حال، الواضع الأساسي لنظرية اللوذعانية هو الكاتب اليسوعي بالتسار غراثيان في (الفطنة في الفن والعبقرية) وهي في الوقت ذاته معالجة لشاعر لوذعاني وأنطولوجية لهذا الأسلوب الجمالي. أكد غراثيان على أن اللوذعانيين:
يمثلون حياة الأسلوب، وروح القول، تبحث عن الكمال والفطنة. علي الجمل أن تجمّل الأسلوب. الغموض الذي تحمله؛ التلميحات، المخافي؛ المساعي، الحدة، من خلال السخرية التي تعطي النص نكهة خاصة، الأزمات، الأحزان، الجناس، الظرافة، الحكم، الأهمية، مماثلة وتكافؤ وضوح المعالم، كل هذا أدى إلى عظم هذا الإنجاز الذي طغت عليه الحكمة.
يمثل القرن السادس عشر أوج ازدهار النثر الإسباني، في حين كان القرن السابع عشر عصر الظلمة والانتكاسة حيث كانت أحد مظاهر هذا التدهور هو البحث عن المهارة والنبوغ. انتقد أنطونيو ماتشادو بشكل لاذع هراء تيار اللوذعانية وفراغه من أي مادة أو فكر.
اللوذعانية والتقعرية هما تياران لهما شكل واحد حيث بقي من هذا الأسلوب الجمالي بعض المؤلفين الكلاسكييين مثل جونجورا وكيفيدو وكالديرون وغراثيان.